# Сезон ФК «Буковина» 2016—2017
«Буковина» — український футбольний клуб з міста Чернівці.
Сезон 2016/17 років став для футбольного клубу «Буковина» 26-м у чемпіонаті України і 24-м у розіграшах Кубка України. Це 12-й сезон команди в Першій лізі.

## Тренерські зміни
Літо 2016
| Колишній тренер       | причина відходу | Дата Відходу   | Еовий тренер          | Дата призначення | Дж.               |
| --------------------- | --------------- | -------------- | --------------------- | ---------------- | ----------------- |
| Віктор Мглинець       | відставка       | 29 травня 2016 | Роман Шпірнов (в. о.) | 29 травня 2016   | [ 1 ] [ 2 ]       |
| Роман Шпірнов (в. о.) | обопільна згода | 30 червня 2016 | Сергій Шищенко        | 30 июня 2016     | [ 3 ] [ 4 ] [ 5 ] |

Зима 2016—Літо 2017
| Колишній тренер | Причина відходу | Дата відходу   | Новий тренер | Дата Призначення | Дата відходу  | Причина відходу | Дж.                     |
| --------------- | --------------- | -------------- | ------------ | ---------------- | ------------- | --------------- | ----------------------- |
| Сергій Шищенко  | відставка       | 28 грудня 2016 | Олег Ратій   | 5 лютого 2017    | 5 червня 2017 | відставка       | [ 6 ] [ 7 ] [ 8 ] [ 9 ] |

### Тренерський штаб

#### Літо—зима 2016
| Посада            | Ім'я             | Дата народження | Дж.           |
| ----------------- | ---------------- | --------------- | ------------- |
| Головний тренер   | Сергій Шищенко   | 13.01.1976      | [ 3 ]         |
| Тренери           | Григорій Чурілов | 18.01.1979      | [ 10 ]        |
| Тренери           | Роман Шпірнов    | 20.03.1973      | [ 3 ] [ 11 ]  |
| Тренери воротарів | Андрій Нікітін   | 8.01.1972       | [ 12 ] [ 13 ] |

### Зима—літо 2017
| Посада            | Ім'я            | Дата народження | Дж.           |
| ----------------- | --------------- | --------------- | ------------- |
| Головний тренер   | Олег Ратій      | 5.07.1970       | [ 8 ] [ 13 ]  |
| Тренери           | Валентин Слюсар | 15.09.1977      | [ 13 ] [ 14 ] |
| Тренери           | Руслан Гунчак   | 9.08.1979       | [ 7 ] [ 13 ]  |
| Тренери           | Роман Шпірнов   | 20.03.1973      | [ 3 ] [ 11 ]  |
| Тренери воротарів | Андрій Нікітін  | 8.01.1972       | [ 12 ] [ 13 ] |

## Трансфери

### Літо 2016

#### Пішли
| Позиція | Гравець                  | Новий клуб        | Дж.           |
| ------- | ------------------------ | ----------------- | ------------- |
| Вр      | Володимир Мельниченко*** | ФК Цхінвалі       | [ 15 ] [ 16 ] |
| Вр      | Максим Бабійчук***       | Нива (Вінниця)    | [ 15 ]        |
| Вр      | Герман Гнатиш***         | Арсенал (Київ)    | [ 15 ] [ 17 ] |
| ПЗ      | Євген Ключик***          | Нива (Вінниця)    | [ 15 ]        |
| ПЗ      | Єгор Демченко***         | Олімпік (Донецьк) | [ 15 ] [ 18 ] |
| ПЗ      | Руслан Рябий***          | без клубу         | [ 19 ]        |
| НП      | Василь Палагнюк***       | Дачія (Кишинів)   | [ 20 ]        |

#### Прийшли
| Позиція | Гравець             | Попередній клуб        | Дж.    |
| ------- | ------------------- | ---------------------- | ------ |
| Вр      | Сергій Чернобай***  | ФК Тернопіль           | [ 21 ] |
| ЗХ      | артем Тєрєхов***    | Гірник (Кривий Ріг)    | [ 22 ] |
| ПЗ      | Євгеній Немтінов*** | Динамо (Київ)          | [ 23 ] |
| ПЗ      | Роман Дорош***      | Гірник (Кривий Ріг)    | [ 22 ] |
| ПЗ      | Дмитро Скоблов***   | Іллічівець (Маріуполь) | [ 24 ] |
| ПЗ      | Олександр Сніжко*** | Гірник (Кривий Ріг)    | [ 25 ] |
| НП      | Роман Дацюк***      | Гірник (Кривий Ріг)    | [ 25 ] |
| НП      | Владислав Бугай*    | Шахтар (Донецьк)       |        |

* В оренду  

** З оренди  

*** Вільний агент 

### Зима 2016-2017

#### Пішли
| Позиція | Гравець             | Новий клуб         | Дж.           |
| ------- | ------------------- | ------------------ | ------------- |
| ЗХ      | Дмитро Луцюк***     | Малинськ           | [ 26 ]        |
| ЗХ      | Тимур Рустамов***   | Оболонь-Бровар     | [ 26 ] [ 27 ] |
| ЗХ      | Ігор Носарєв***     | Гірник-спорт       | [ 28 ] [ 29 ] |
| ПЗ      | Антон Батрак***     | Нива (Вінниця)     | [ 26 ] [ 30 ] |
| ПЗ      | Євгеній Немтінов*** | Інгулець (Петрово) | [ 31 ]        |
| ПЗ      | Дмитро Скоблов***   | Геліос (Харків)    | [ 32 ]        |
| ПЗ      | Дмитро Осадчий***   | Нива (Вінниця)     | [ 26 ] [ 30 ] |
| ПЗ      | Тарас Сивка***      | Колос (Ковалівка)  | [ 33 ]        |
| ПЗ      | Роман Дорош***      | ФК Тернопіль       | [ 33 ] [ 34 ] |
| НП      | Андрій Кохман***    | Рочин              | [ 26 ]        |
| НП      | Юрій Перін***       | без клубу          | [ 26 ]        |
| НП      | Роман Дацюк***      | ФК Тернопіль       | [ 26 ] [ 34 ] |

#### Прийшли
| Позиція | Гравець              | Попередній клуб          | Дж.    |
| ------- | -------------------- | ------------------------ | ------ |
| ВР      | Олег Мозіль*         | Карпати (Львів)          | [ 33 ] |
| ЗХ      | Олег Керчу***        | Юкрейн Юнайтед (Торонто) | [ 33 ] |
| ПЗ      | Роман Гудак***       | ФК Полтава               | [ 33 ] |
| ПЗ      | Едуард Сербул***     | Джюгас (Тельшляй)        | [ 35 ] |
| ПЗ      | Олексій Клак***      | Сталь (Кам'янське)       | [ 33 ] |
| ПЗ      | Олександр Гуськов*** | ФК Полтава               | [ 33 ] |
| ПЗ      | Сергій Чеботарьов*** | ФК Зугдіді               | [ 33 ] |
| ПЗ      | Руслан Гунчак***     | Нафтан                   | [ 33 ] |
| ПЗ      | Роман Мироненко***   | Гагра (Тбілісі)          | [ 33 ] |
| ПЗ      | Максим Покотилюк***  | Інгулець (Петрово)       | [ 35 ] |
| НП      | Сергій Савчук***     | Сталь (Кам'янське)       | [ 33 ] |
| НП      | Максим Ілюк***       | Іллічівець (Маріуполь)   | [ 33 ] |

* В оренду 

** З оренди 

*** Вільний агент 

### Весна 2017

#### Прийшли
| Позиція | Гравець               | Попередній клуб | Дж.    |
| ------- | --------------------- | --------------- | ------ |
| ВР      | Владислав Леонідов*** | Верес (Рівне)   | [ 36 ] |
| ЗХ      | Мирослав Мазур***     | Динамо (Київ)   | [ 36 ] |

* В оренду 

** З оренди 

*** Вільний агент 

#### Пішли
| Позиція | Гравець       | Новий клуб        | Дж.    |
| ------- | ------------- | ----------------- | ------ |
| ЗХ      | Олег Керчу*** | Воркута (Торонто) | [ 37 ] |

* В оренду 

** З оренди 

*** Вільний агент 

## Контрольні матчі[38]

### Літо 2016
| 28 червня 2016 року | «Поділля» (Хмельницький) | 0:0 | «Буковина» (Чернівці) | Україна, Хмельницький |  |
| 16:00               |                          |     |                       | Стадіон: Поділля      |  |

| 28 червня 2016 року | «Поділля» (Хмельницький) | 1:5 | «Буковина» (Чернівці) | Україна, Хмельницький |  |
| 18:00               |                          |     |                       | Стадіон: Поділля      |  |

| 2 липня 2016 року | ФК «Тернопіль» | 1:1 | «Буковина» | Україна, Тернопільська область, Добрівляни |  |
| 17:00             |                |     |            |                                            |  |

| 6 липня 2016 року | «Верес» (Рівне) | 4:0 | «Буковина» (Чернівці) | Україна, Івано-Франківська область, Калуш |  |
| 17:00             |                 |     |                       |                                           |  |

| 9 липня 2016 року | «Буковина» | 2:2 | ФК «Тернопіль» | Україна, Чернівці   |  |
| 18:00             |            |     |                | Стадіон: «Буковина» |  |

| 13 липня 2016 року | «Скала» (Стрий) | 1:0 | «Буковина» (Чернівці) | Україна, Львівська область, Моршин |  |
| 17:00              |                 |     |                       | Стадіон: Медик                     |  |

| 16 липня 2016 року | «Буковина» (Чернівці) | 2:1 | «Тепловик» (Івано-франківськ) | Україна, Чернівці   |  |
| 17:00              |                       |     |                               | Стадіон: «Буковина» |  |

Підсумкова таблиця
| Клуб                  | Іг | В | Н | П | З  | П  | О | %    |
| --------------------- | -- | - | - | - | -- | -- | - | ---- |
| «Буковина» (Чернівці) | 7  | 2 | 3 | 2 | 10 | 10 | 9 | 42.9 |

### Зима 2017
| 12 лютого 2017 року | Буковина (Чернівці) | 3:0 | ФК «Університет» (ЧНУ ім. Ю. Федьковича) | Україна, Чернівці  |  |
| 13:00               |                     |     |                                          | Стадіон: «Олімпія» |  |

| 15 лютого 2017 року | Буковина (Чернівці) | 2:0 | «Буковина U-19» (Чернівці) | Україна, Чернівці  |  |
| 12:00               |                     |     |                            | Стадіон: «Олімпія» |  |

| 15 лютого 2017 року | Буковина (Чернівці) | 2:2 | ФК «Університет» (ЧНУ ім. Ю. Федьковича) | Україна, Чернівці  |  |
| 14:00               |                     |     |                                          | Стадіон: «Олімпія» |  |

| 19 лютого 2017 року | Буковина (Чернівці) | 0:0 | Нива (Тернопіль) | Україна, Чернівці  |  |
| 14:00               |                     |     |                  | Стадіон: «Олімпія» |  |

| 22 лютого 2017 року | Буковина (Чернівці) | 0:1 | Нива (Теребовля) | Україна, Чернівці  |  |
| 12:00               |                     |     |                  | Стадіон: «Олімпія» |  |

| 24 лютого 2017 року | Буковина (Чернівці) | 1:0 | «Поділля» (Хмельницький) | Україна, Чернівці  |  |
| 13:00               |                     |     |                          | Стадіон: «Олімпія» |  |

| 26 лютого 2017 року | Буковина | 3:1 | ФК «Волока» | Україна, Чернівці  |  |
| 13:00               |          |     |             | Стадіон: «Олімпія» |  |

#### Навчально-тренувальний збір на Закарпатті
| 5 березня 2017 року | «Шахтар U-19» (Донецьк) | 3:2 | «Буковина» (Чернівці) | Україна, Закарпатська область, Ужгородський район, Нижнє Солотвино |  |
| 10:30               |                         |     |                       |                                                                    |  |

| 5 березня 2017 року | «Верес» (Рівне) | 0:0 | «Буковина» (Чернівці) | Україна, Закарпатська область, Мукачівський район, Пістрялово |  |
| 14:30               |                 |     |                       |                                                               |  |

| 7 березня 2017 року | «Буковина» | 3:2 | ФК «Минай» | Україна, Закарпатська область, Ужгородський район, Нижнє Солотвино |  |
| 16:00               |            |     |            |                                                                    |  |

| 9 березня 2017 року | «Інгулець» (Петрово) | 2:0 | «Буковина» (Чернівці) | Україна, Закарпатська область, Ужгородський район, Нижнє Солотвино |  |
| 13:00               |                      |     |                       |                                                                    |  |

| 12 березня 2017 року | «Металіст 1925» (Харків) | 1:0 | «Буковина» (Чернівці) | Україна, Закарпатська область, Ужгородський район, Нижнє Солотвино |  |
| 11:00                |                          |     |                       |                                                                    |  |

Сумарна таблиця
| Клуб                  | Іг | В | Н | П | ЗМ | ПМ | О | %    |
| --------------------- | -- | - | - | - | -- | -- | - | ---- |
| «Буковина» (Чернівці) | 12 | 4 | 3 | 5 | 15 | 13 | 9 | 41.7 |

## Перша ліга[38]

### 2016 рік
| 1-е коло 1-й тур 24 липня 2016 року | «Буковина» (Чернівці) | 0:1         | «Верес» (Рівне) | Україна, Чернівці                                                     |  |
| 17:00                               | (12) Чернобай (2) Носарєв 71' (3) Терєхов (5) Луцюк (7) Темерівський (капітан) 82' (8) Осадчий (13) Немтінов (15) Скоблов 15' (21) Бойчук 53' 87' (25) Сивка (9) Кохман 52' Запасні: (1) Філіпенко (10) Перін 52' (14) Шишигін (17) Батрак 87' (18) Сніжко (20) Дорош (24) Рустамов 71' Гол. тренер: Сергій Шищенко | Звіт. Відео | (47) Когут (8) Білий 35' (21) Кучеров (24) Зозуля (33) Борзенко (капітан) (43) Западня (13) Герасимець 87' (22) Волошинович (25) Орловський 84' (7) Степанюк 77' 89' (70) Сікорський 68' Запасні: (1) Попович (2) Пінчук (9) Яворський 87' (10) Сергійчук 68' (11) Коблюк (15) Задою (32) Раляченко 89' Гол. тренер: Володимир Мазяр | Стадіон: Буковина Глядачі: 3 825 Суддя: Михайло Митровський (Ужгород) |  |

| 1-е коло 2-й тур 31 липня 2016 року | «Тернопіль» (Тернопіль) | 0:2         | «Буковина» (Чернівці) | Україна, Тернопіль                                                          |  |
| 18:00                               | (33) Чурілов (2) Соколовський (7) Курило (капітан) 45+1' 86' (19) Шейко (23) Гевлич 70' (9) Чорномаз 46' (17) Богданов (20) Вонс 67' (31) Грамм 62' (10) Солонинко (14) Шевчук Запасні: (71) Мирний (4) Наконечний (11) Полянчук 86' (21) Дорі (24) Кривий 62' (77) Червонецький 46' Гол. тренер: Іван Марущак | Звіт. Відео | (12) Чернобай (2) Носарєв (3) Терєхов (5) Луцюк (7) Темерівський (капітан) (8) Осадчий 22' 46' (13) Немтінов (15) Скоблов 68' 84' (19) Раца (25) Сивка (9) Кохман 69' Запасні: (1) Філіпенко (6) Найко 84' (10) Перін 69' 90+3' (17) Батрак (18) Сніжко 46' (20) Дорош (21) Бойчук Гол. тренер: Сергій Шищенко | Стадіон: «Міський» Глядачі: 2 500 Суддя: Віктор Копієвський (Кропивницький) |  |

| 1-е коло 3-й тур 6 серпня 2016 року | «Колос» (Ковалівка) | 3:1         | «Буковина» (Чернівці) | Україна, Київська область, Ковалівка                         |  |
| 18:00                               | (72) Литвиненко (22) Ткачук (23) Вишняк (капітан) 26' 52' 62' (32) Махарадзе (5) Поздєєв (15) Багдасаров (20) Лисицький (21) Рябов 69' (10) Морозко 75' (24) Кривошеєнко (74) Коровіков 46' Запасні: (35) Гребенюк (8) Зуєвич 62' (11) Боровець (19) Семенко (17) Бондаренко 46' (25) Ковталюк (77) Цибульський 75' 79' Гол. тренер: Руслан Костишин | Звіт. Відео | (1) Філіпенко (2) Носарєв (3) Терєхов 68' (7) Темерівський (капітан) (13) Немтінов (15) Скоблов 58' (18) Сніжко 60' (19) Раца (21) Бойчук 16', 88' (25) Сивка (10) Перін 54' Запасні: (12) Чернобай (5) Луцюк (6) Найко 68' (8) Осадчий (9) Кохман (14) Шишигін 60' (20) Дорош 58' Гол. тренер: Сергій Шищенко | Стадіон: Колос Глядачі: 800 Суддя: Олександр Дєдов (Житомир) |  |

| 1-е коло 4-й тур 14 серпня 2016 року | «Авангард» (Краматорськ) | 1:1         | «Буковина» (Чернівці) | Україна, Донецька область, Краматорськ                            |  |
| 17:30                                | (75) Денчук (3) Мірошник 87' 90+1' (18) Воробєй (33) Ульянов 45' (8) Коваленко 81' (10) Собко (11) Швець (капітан) (14) Малиш 90+2' (77) Полюлях (17) Гришин (22) Тимофеєнко Запасні: (93) Горовий (19) Гордя 81' (21) Брідун 90+2' Гл. тренер: Яків Кріпак | Звіт. Відео | (1) Філіпенко (2) Носарєв 87' (3) Терєхов 75' (5) Луцюк (7) Темерівський (капітан) (13) Немтінов (15) Скоблов 90+4' (18) Сніжко (19) Раца (25) Сивка 73' (10) Перін 85' Запасні: (12) Чернобай (6) Найко (8) Осадчий (11) Дацюк 82' 90+3' (14) Шишигін (17) Батрак 85' (20) Дорош 73' 82' Гол. тренер: Сергій Шищенко | Стадіон: «Авангард» Глядачі: 700 Суддя: Дмитро Кривушкін (Харків) |  |

| 1-е коло 5-й тур 19 серпня 2016 року | «Буковина» (Чернівці) | 0:1         | «Десна» (Чернігів) | Україна, Чернівці                                                         |  |
| 18:00                                | · (1) Філіпенко · (2) Носарєв · (3) Терєхов 68' · (7) Темерівський (капітан) 86' · (13) Немтінов · (15) Скоблов 48' · (18) Сніжко · (19) Раца · (21) Бойчук · (25) Сивка 90+1' · (10) Перін (пен.) 68' · Запасні: · (12) Чернобай · (5) Луцюк · (6) Найко 90+1' · (8) Осадчий · (11) Дацюк 68' · (14) Шишигін · (20) Дорош · Гол. тренер: Сергій Шищенко | Звіт. Відео | (1) Шевченко (4) Мельник (капітан) (5) Максименко (21) Фаворов (27) Чорноморець (7) Чепурненко 29' (8) Банасевич 71' (11) Бовтрук 62' (13) Коберідзе (14) Мостовий 86' (15) Грищенко 80' Запасні: (79) Мелашенко (3) Щедраков 80' (9) Волков (10) Філіппов 71' (12) Картушов 62' (17) Солдат (77) Галенков Гол. тренер: Олександр Рябоконь | Стадіон: «Буковина» Глядачі: 2 519 Суддя: Денис Шурман (Київська область) |  |

| 1-е коло 6-й тур 27 серпня 2016 року | «Скала» (Стрий) | 0:3         | «Буковина» (Чернівці) | Україна, Львівська область, Стрий                                  |  |
| 17:00                                | (1) Герич (4) Бондаренко (5) Максимович 54' (8) Клименко (капітан) (17) Білоус (9) Білала (93) Кміть 47' (7) Скакун 40' (14) Цюцюра (15) Стасюк (19) Квич 46' Запасні: (12) Білик (2) Стасишин (22) Антонів (23) Шваб 40' (25) Бровко (77) Боровик 47' (99) Пришнівський 46' Гол. тренер: Василь Малик | Звіт. Відео | (1) Філіпенко (3) Терєхов (6) Найко (7) Темерівський (капітан) 20' (13) Немтінов 80' (15) Скоблов 73' (18) Сніжко (19) Раца 45+2' (21) Бойчук (25) Сивка 83' (10) Перін 68' 71' Запасні: (12) Чернобай (4) Жовтюк (5) Луцюк (8) Осадчий 83' (11) Дацюк (16) Бугай 71' (20) Дорош 73' Гол. тренер: Сергій Шищенко | Стадіон: «Сокіл» Глядачі: 1 300 Суддя: Олексій Деревинський (Київ) |  |

| 1-е коло 7-й тур 3 вересня 2016 року | «Буковина» (Чернівці) | 2:0         | «Гірник-спорт» (Горішні Плавні) | Україна, Чернівці                                                   |  |
| 17:00                                | · (12) Чернобай · (2) Носарєв · (3) Терєхов · (7) Темерівський (капітан) · (13) Немтінов 90+1' · (15) Скоблов · (18) Сніжко · (19) Раца 68' · (21) Бойчук · (25) Сивка · (10) Перін 56' · Запасні: · (35) Карпюк · (5) Луцюк · (6) Найко · (11) Дацюк 68' 89' (пен.) 89' · (14) Шишигін 90+1' · (16) Бугай 56' · (20) Дорош · Гол. тренер: Сергій Шищенко | Звіт. Відео | (1) Ситніков 88' (4) Гарбар (15) Гаращенков 41' (26) Пергацький (10) Моісеєнко 50' (18) Бобак 64' (23) Ченбай 58' (7) Марусич (8) Корольков (капітан) (99) Яворський 90' (9) Кірієнко Запасні: (32) Крюков (6) Осадчий 82' (11) Галенко (14) Воробєй 73' 79 (аг) (25) Крапивний (33) Іванов 59' (54) Павлик Гол. тренер: Ігор Жабченко | Стадіон: «Буковина» Глядачі: 2 611 Суддя: Дмитро Бондаренко (Одеса) |  |

| 1-е коло 8-й тур 8 вересня 2016 року | «Інгулець» (Петрове) | 1:1         | «Буковина» (Чернівці) | Україна, Кіровоградська область, Петрове                      |  |
| 18:00                                | (1) Бобров (капітан) (2) Даценко (4) Волчков (5) Запорожець (45) Кретов (21) Панасенко 51' 82' (33) Ковтун (87) Пококтилюк 87' (49) Січінава 56' 61' (8) Алексанов 88' (15) Нвамора 63' Запасні: (12) Гришин (10) Шарко (11) Дячук 61' (18) Фатій (29) Коляда 82' 86' (55) Бука 88' (73) Ткачов Гол. тренер: Сергій Лавриненко | Звіт. Відео | (12) Чернобай (3) Терєхов (6) Найко (7) Темерівський (капітан) (13) Немтінов 50' 90' (15) Скоблов (18) Сніжко 90+4' (21) Бойчук (25) Сивка 47' 81' (11) Дацюк 76' (16) Бугай 84' Запасні: (35) Карпюк (4) Жовтюк 90' (10) Перін 84' (14) Шишигін (20) Дорош 76' 82' (24) Рустамов Гол. тренер: Сергій Шищенко | Стадіон: Інгулець Глядачі: 850 Суддя: Олександр Павлюк (Київ) |  |

| 1-е коло 9-й тур 13 вересня 2016 року | «Буковина» (Чернівці) | 0:2         | «Арсенал» (Київ) | Україна, Чернівці                                                  |  |
| 17:00                                 | · (12) Чернобай · (2) Носарєв 13' 37' · (3) Терєхов · (7) Темерівський (капітан) 7' (пен.) · (13) Немтінов 80' · (15) Скоблов · (18) Сніжко · (20) Дорош 46' · (21) Бойчук · (25) Сивка · (16) Бугай · Запасні: · (35) Карпюк · (4) Жовтюк 37' 51' · (6) Найко · (8) Осадчий · (10) Перін 46' · (11) Дацюк · (17) Батрак 80' · Гол. тренер: Сергій Шищенко | Звіт. Відео | (33) Іванов (3) Майданевич (5) Гетьман 55' (44) Котелюх (капітан) (88) Білий (2) Семенюк 88' (6) Костюченко 65', 82' (8) Турчанов 77' (10) Черненко 15' (14) Кизилатеш 59' (45) Есеола 33' Запасні: (1) Сітало (4) Голіков (9) Домбровський 59' (11) Матвеєв 77' (19) Семчук (20) Насімі 88' (21) Сулейман Гол. тренер: Сергій Литовченко | Стадіон: «Буковина» Глядачі: 2 520 Суддя: Дмитро Панчишин (Харків) |  |

| 1-е коло 10-й тур 18 вересня 2016 року | «Полтава» (Полтава) | 2:1         | «Буковина» (Чернівці) | Україна, Полтава                                                           |  |
| 16:30                                  | (21) Бонь (2) Вовкодав 68' (4) Ковтун (70) Лещенко (7) Недоля 53' (9) Соломка 65' (44) Дмитренко (67) Парамонов 52' (89) Насібулін (капітан) 20' (11) Зеленевич 67' (77) Дегтярьов 72' 87' Запасні: (1) Кринський (5) Лісовий 65' (10) Воронченко 53' (13) Сокуренко (17) Іванов (22) Бочкур 87' (27) Гудак Гол. тренер: Андрій Зав'ялов | Звіт. Відео | (12) Чернобай (2) Носарєв 47' (3) Терєхов (7) Темерівський (капітан) (13) Немтінов 77' (15) Скоблов (18) Сніжко (20) Дорош 75' (21) Бойчук 64' (25) Сивка 70' (16) Бугай 44' Запасні: (35) Карпюк (4) Жовтюк 47' (5) Луцюк (8) Осадчий (10) Перін 77' (11) Дацюк (14) Шишигін 75' Гл. тренер: Гол. тренер: Сергій Шищенко | Стадіон: «Локомотив» Глядачі: 850 Суддя: Сергій Скрипак (Київська область) |  |

| 1-е коло 11-й тур 26 вересня 2016 року | «Буковина» (Чернівці) | 0:0          | «Оболонь-Бровар» (Київ) | Україна, Чернівці                                                                 |  |
| 17:00                                  | (1) Філіпенко (3) Терєхов (6) Найко (7) Темерівський (капітан) (11) Дацюк 55' (15) Скоблов (18) Сніжко (20) Дорош 70' (21) Бойчук (25) Сивка (16) Бугай 40' 83' Запасні: (12) Чернобай (2) Носарєв (8) Осадчий (10) Перін 83' (14) Шишигін 70' (19) Раца 55' (24) Рустамов Гол. тренер: Сергій Шищенко | Завіт. Відео | · (1) Федорівський · (4) Пінчук · (5) Аблітаров · (16) К.Коваленко · (95) Шеченко · (6) Корнєв (капітан) · (7) Захаревич 45' · (14) Продан 71' (пен.) 78' · (23) Даценко 69' · (90) І.Коваленко 90+2' · (22) Корольчук 12', 65' · Запасні: · (12) Поштаренко · (8) Шевчук 45' · (9) Бровченко 90+2' · (20) Гурмак · (21) Сахнюк · (28) Єременко 69' · Гол. тренер: Сергій Солдатов | Стадіон: «Буковина» Глядачі: 1 640 Суддя: Олександр Омельченко (Донецька область) |  |

| 1-е коло 12-й тур 1 жовтня 2016 року | «Іллічівець» (Маріуполь) | 1:0         | «Буковина» (Чернівці) | Україна, Донецька область, Маріуполь                                       |  |
| 14:00                                | · (1) Гальчук · (23) Насонов 90+3' · (4) Сидоренко · (79) Вакуленко · (93) Цюпа · (8) Кольцов 19' · (9) Мишньов (капітан) · (55) Дорошенко 65' · (25) Козак 77' · (7) Кисіль 57' (пен.) · (29) Кожанов 54' · Запасні: · (12) Худжамов · (21) Лебеденко 65' · (44) Дуць · (88) Валєєв · (19) Тищенко · (11) Нехтій · (86) Фомін 77' · Гол. тренер: Олександр Севідов | Звіт. Відео | (1) Філіпенко (2) Носарєв (3) Терєхов (7) Темерівський (капітан) (13) Немтінов 41' (15) Скоблов (18) Сніжко 6' (19) Раца (21) Бойчук (25) Сивка 72' (16) Бугай 84' Запасні: (12) Чернобай (4) Жовтюк (5) Луцюк (10) Перін 84' (11) Дацюк 72' (14) Шишигін (20) Дорош 41' Гол. тренер: Сергій Шищенко | Стадіон: «Іллічівець» Глядачі: 1 500 Суддя: Максим Козиряцький (Запоріжжя) |  |

| 1-е коло 13-й тур 9 жовтня 2016 року | «Буковина» (Чернівці) | 2:0         | «Миколаїв» (Миколаїв) | Україна, Чернівці                                                    |  |
| 16:00                                | (1) Філіпенко (2) Носарєв (3) Терєхов 45+1' (7) Темерівський (капітан) (24) Рустамов 55' (13) Немтінов 62' 68' 90+1' (15) Скоблов 86' (18) Сніжко (21) Бойчук (25) Сивка (16) Бугай 82' Запасні: (12) Чернобай (4) Жовтюк (6) Найко (8) Осадчий 90+1' (10) Перін 82' (14) Шишигін 55' 83' (20) Дорош Гол. тренер: Сергій Щищенко | Звіт. Відео | · (51) Чумак (капітан) · (18) Момот 25' · (7) Берко 31' (пен.) 46' · (17) Кошелюк · (23) Ковальов 73' · (21) Лакуста · (24) Любчак 37' · (29) Павлов 70' · (69) Сартіна Шаблон:ЧК · (77) Сафонов 72' · (78) Рогозинський · Запасні: · (16) Майборода · (2) Пінчук 72' · (5) Бессалов · (13) Батюшин 73' · (15) Шаврін · (19) Муховіков 46' · (70) Назаренко · Гол. тренер: Руслан Забранський | Стадіон: «Буковина» Глядачі: 1 702 Суддя: Сергій Даньковський (Київ) |  |

| 1-е коло 14-й тур 17 жовтня 2016 року | «Нафтовик-Укрнафта» (Охтирка) | 3:0         | «Буковина» (Чернівці) | Україна, Сумська область, Охтирка                                 |  |
| 18:00                                 | (33) Юрчук (4) Бояринцев (капітан) (17) Передистий (28) Власюк (44) Циколія 64' (9) Арвеладзе (11) Лозовий 68' (21) Логінов (41) Г.Пасіч 88' (42) Є.Пасіч 86' 90+2' (7) Войцеховський Шаблон:С поля Запасні: (92) Данькович (3) Герт (8) Вечмотов 88' (15) Черній 61' 90+3' (18) Лапін 90+2' (22) Сондей (37) Білик Гол. тренер: Володимир Книш | Звіт. Відео | (12) Чернобай (3) Терєхов 55' (4) Жовтюк (7) Темерівський (капітан) (13) Немтінов 90+1' (14) Шишигін 63' 77' (15) Скоблов (18) Сніжко 70' (21) Бойчук 38' (10) Перін 58' (16) Бугай Запасні: (1) Філіпенко (2) Носарєв (6) Найко (8) Осадчий (11) Дацюк 58' (17) Батрак 77' (20) Дорош 90+1' Гол. тренер: Сергій Щищенко | Стадіон: «Нафтовик» Глядачі: 650 Суддя: Олександр Дєдов (Житомир) |  |

| 1-е коло 15-й тур 23 жовтня 2016 року | «Буковина» (Чернівці) | 0:0         | «Черкаський Дніпро» (Черкаси) | Україна, Чернівці                                                  |  |
| 15:00                                 | (1) Філіпенко (2) Носарєв 59' (4) Жовтюк (7) Темерівський (капітан) (13) Немтінов 71' (14) Шишигін 45+2' (15) Скоблов (18) Сніжко (21) Бойчук (25) Сивка Шаблон:ЧК (16) Бугай Запасні: (12) Чернобай (5) Луцюк (6) Найко (10) Перін (11) Дацюк 90+1' (19) Раца 71' 90+1' (20) Дорош Гол. тренер: Сергій Щищенко | Звіт. Відео | (12) Кучинський (3) Гончаренко 47' (20) Тарасенко (капітан) 65' (25) Синегуб (27) Шопін (29) Давидов (6) Цибульник (10) Скарлош Шаблон:ЧК (13) Мединський 82' (77) Савченко 76' (99) Ковпак 41' 46' Запасні: (23) Будюк (9) Батальський 82' (17) Бушман (39) Балан 46' (50) Маік (80) Крамар (90) Ямполь 76' Гол. тренер: Олександр Кирилюк | Стадіон: «Буковина» Глядачі: 1 223 Суддя: Олександр Шандор (Львів) |  |

| 1-е коло 16-й тур 29 жовтня 2016 року | «Геліос» (Харків) | 1:0         | «Буковина» (Чернівці) | Україна, Харків                                                 |  |
| 15:00                                 | (31) Волинець (3) Чередниченко 36' (5) Лобойко (капітан) 45+2' (13) Комарницький 89' (23) Лухтанов (29) Глушицький 75' (49) В.Кравченко (7) Масалов (90) Кіча (17) С.Кравченко (27) Семенець 67' Запасні: (71) Єрохін (4) Коротецький (15) Павелко 67' (20) Луценко 89' (22) Цапій (24) Єлоєв 75' (99) Івашко Гол. тренер: Сергій Сизихін | Звіт. Відео | (1) Філіпенко ** (2) Носарєв (3) Терєхов (7) Темерівський (капітан) (13) Немтінов 50' (14) Шишигін 6' 87' (15) Скоблов (18) Сніжко (19) Раца 85' (21) Бойчук (16) Бугай 87'* Запасні: (12) Чернобай (4) Жовтюк (5) Луцюк (8) Осадчий 85' (10) Перін 87'* (11) Дацюк 87' (20) Дорош Гол. тренер: Сергій Щищенко | Стадіон: «Сонячний» Глядачі: 200 Суддя: Олександр Павлюк (Київ) |  |

| 1-е коло 17-й тур 5 листопада 2016 року | «Буковина» (Чернівці) | 1:0         | «Суми» (Суми) | Україна, Чернівці                                              |  |
| 14:00                                   | (1) Філіпенко (3) Терєхов (4) Жовтюк (7) Темерівський (капітан) (13) Немтінов (15) Скоблов 13' (пен.) 45+2' 46' (18) Сніжко (19) Раца Шаблон:С поля (21) Бойчук (25) Сивка Шаблон:С поля (16) Бугай Запасні: (12) Чернобай (5) Луцюк 46' (8) Осадчий 76' (9) Кохман (10) Перін (11) Дацюк 88' (20) Дорош Гол. тренер: Сергій Щищенко | Звіт. Відео | (73) Кліщук (17) Суходуб 60' (77) Процишин (3) Приходько 86' (5) Бородай 59' (10) Разуваєв Шаблон:ЧК (11) Душин 80' (16) Богачов (капітан) (18) Койдан (21) Гребенюк 68' (25) Лучик Запасні: (23) Литвиненко (2) Медведєв (7) Меркушев 80' (15) Жаріков (19) Кравчук 68' (22) Ігнатенко (24) Федосов Гол. тренер: Павло Кікоть | Стадіон: «Буковина» Глядачі: 1 025 Суддя: Юрій Фощій (Черкаси) |  |

| 2-е коло 18-й тур 9 листопада 2016 року | «Верес» (Рівне) | 5:1         | «Буковина» (Чернівці) | Україна, Рівне                                                       |  |
| 14:00                                   | (47) Когут (6) Неплях (8) Білий 25' (21) Кучеров (24) Зозуля (33) Борзенко (капітан) (43) Западня 79' (25) Орловський 74' (7) Степанюк 42', 64', 90+2' (10) Сергійчук 68' (89) Козьбан 13' Запасні: (34) Леонідов (11) Коблюк 74' (13) Герасимець 68' 75' (17) Котляр 79' (32) Ралюченко (70) Сікорський (74) Бурлін Гол. тренер: Володимир Мазяр | Звіт. Відео | (1) Філіпенко (3) Терєхов (5) Луцюк (7) Темерівський (капітан) 20' (13) Немтінов 46' (14) Шишигін (18) Сніжко 46'* (19) Раца (20) Дорош (21) Бойчук (16) Бугай 67' Запасні: (35) Карпюк (9) Кохман 46' (10) Перін 67' (11) Дацюк 46'* 78' (17) Батрак Гол. тренер: Сергій Щищенко | Стадіон: «Авангард» Глядачі: 2 784 Суддя: Сергій Даньковський (Київ) |  |

| 2-е коло 20-й тур 20 листопада 2016 року | «Буковина» (Чернівці) | 2:3         | «Колос» (Ковалівка) | Україна, Чернівці                                                |  |
| 14:00                                    | (1) Філіпенко 25' (2) Носарєв (3) Терєхов (7) Темерівський (капітан) (13) Немтінов 48' (пен.) 78' (15) Скоблов 15' (18) Сніжко 64' (19) Раца 71' 75' (21) Бойчук (25) Сивка 89' (16) Бугай Запасні: (12) Чернобай 25' (4) Жовтюк (6) Найко (8) Осадчий 75' (10) Перін 64' (11) Дацюк (20) Дорош Гол. тренер: Сергій Щищенко | Звіт. Відео | (72) Литвиненко 90+3' (4) Гаврилюк (19) Семенко (20) Лисицький 35' 46' (5) Поздєєв (капітан) (13) Гавриш 18' 52' (15) Багдасаров (99) Задоя (10) Морозко 55' (17) Бондаренко 7' (74) Коровіков 90+1' Запасні: (35) Гребенюк (7) Козир 46' Шаблон:ЧК (9) Коропецький 90+1' (11) Боровець (21) Рябов 52' (23) Вишняк (77) Цибульський Гол. тренер: Руслан Костишин | Стадіон: «Буковина» Глядачі: 985 Суддя: Дмитро Панчишин (Харків) |  |

### 2017 рік
| 2-е коло 21-й тур 19 березня 2017 року | «Буковина» (Чернівці) | 0:0         | «Авангард» (Краматорськ) | Україна, Чернівці                                                         |  |
| 15:00                                  | (30) Мозіль (3) Терєхов (капітан) (6) Найко (7) Темерівський (21) Бойчук (2) Гудак 68' (5) Покотилюк (9) Керчу 83' (10) Клак (8) Гуськов 87' (11) Савчук 57' 61' Запасні: (12) Чернобай (4) Жовтюк (14) Шишигін (16) Бугай 83' (18) Сніжко (19) Раца 87' (25) Ілюк 61' Гол. тренер: Олег Ратій | Звіт. Відео | (75) Денчук (3) Мірошник (5) Єрмаков (18) Воробєй (33) Ульянов (9) Даудов 89' (10) Собко (капітан) (14) Малиш (22) Тимофеєнко 86' (77) Полюлях 88' (8) Івщенко Запасні: (36) Полтавцев (7) Бринько (11) Швець 86' (13) Агапов 89' (17) Демченко (24) Рябець (55) Лобов Гол. тренер: Олександр Косевич | Стадіон: «Буковина» Глядачі: 2 345 Суддя: Денис Шурман (Київська область) |  |

| 2-е коло 22-й тур 25 березня 2017 року | «Десна» (Чернігов) | 0:0         | «Буковина» (Чернівці) | Україна, Київ                                                            |  |
| 16:00                                  | (25) Махновський (2) Головко (3) Щедраков (капітан) (14) Мостовий (17) Солдат (7) Чепурненко (9) Арвеладзе 46' (12) Картушов (13) Коберідзе (89) Волков 71' (20) Лисенко Запасні: (79) Мелашенко (5) Максименко (10) Філіппов 46' 79' (11) Бовтрук (27) Чорноморець (69) Кірієнко 79' (90) Коваленко 71' Гол. тренер: Олександр Рябоконь | Звіт. Відео | (30) Мозіль (3) Терєхов (капітан) (6) Найко (7) Темерівський 29' (21) Бойчук 77' (5) Покотилюк (9) Керчу 62' (10) Клак 85' (15) Чеботарьов (8) Гуськов (11) Савчук Запасні: (12) Чернобай (2) Гудак 29' (4) Жовтюк (13) Мироненко 85' (16) Бугай 62' (18) Сніжко (25) Ілюк Гол. тренер: Олег Ратій | Стадіон: «Оболонь-Арена» Глядачі: 300 Суддя: Олексій Деревинський (Київ) |  |

| 2-е коло 23-й тур 2 квітня 2017 року | «Буковина» (Чернівці) | 1:0         | «Скала» (Стрий) | Україна, Чернівці                                              |  |
| 16:00                                | (30) Мозіль (2) Гудак 69' (3) Терєхов (капітан) (6) Найко (7) Темерівський (5) Покотилюк (15) Чеботарьов 71' (10) Клак (25) Ілюк 46' (8) Гуськов 60' 87' (11) Савчук Запасні: (12) Чернобай (4) Жовтюк (13) Мироненко (14) Шишигін 87' (18) Сніжко 71' (20) Сербул 46' (22) Геник Гол. тренер: Олег Ратій | Звіт. Відео | (1) Герич 55' (2) В.Альохін 87' (15) Стасюк (17) Білоус (22) Антонів (капітан) (6) Баранов (9) Челядін 60' (14) Ісаєв 17' 68' (23) Поручинський (25) Бровко (93) Кміть 68'* Запасні: (12) Білик (4) Я.Альохін (7) Кузів (10) Мельник 60' (11) Заїченко 68' (16) Черепущак 68'* (77) Луців Гол. тренер: Роман Гнатів | Стадіон: «Буковина» Глядачі: 3 945 Суддя: Юрій Фощій (Черкаси) |  |

| 2-е коло 24-й тур 8 квітня 2017 року | «Гірник-спорт» (Горішні Плавні) | 0:0         | «Буковина» (Чернівці) | Україна, Полтавська область, Горішні Плавні                     |  |
| 14:00                                | (1) Ситніков (2) Носарєв (4) Курелєх (21) Цапій (22) Сахневич 75' (8) Корольков (капітан) (10) Моісеєнко 64' (24) Панасенко 86' (54) Павлик 71' (14) Шевчук (19) Дячук Запасні: (33) Ткаченко (3) Голядинець 75' (5) Кравчук 86' (7) Яворський (11) Коваленко (23) Ченбай 71' (35) Разуваєв Гол. тренер: Сергій Пучков | Звіт. Відео | (30) Мозіль (3) Терєхов (капітан) (6) Найко (7) Темерівський (21) Бойчук (5) Покотилюк (9) Керчу 79' (10) Клак 74' (15) Чеботарьов 46' (8) Гуськов (11) Савчук Запасні: (12) Чернобай (2) Гудак (4) Жовтюк (13) Мироненко 74' (18) Сніжко 79' (19) Раца (25) Ілюк 46' Гол. тренер: Олег Ратій | Стадіон: «Юність» Глядачі: 500 Суддя: Дмитро Бондаренко (Одеса) |  |

| 2-е коло 25-й тур 14 квітня 2017 року | «Буковина» (Чернівці) | 0:1         | «Інгулець» (Петрово) | Україна, Чернівці                                                        |  |
| 17:00                                 | (30) Мозіль (3) Терєхов (капітан) (6) Найко 42' 61' (7) Темерівський (21) Бойчук (2) Гудак (5) Покотилюк (10) Клак 67' (15) Чеботарьов 69' (8) Гуськов 46' (25) Ілюк 44' Запасні: (12) Чернобай (9) Керчу 46' (11) Савчук 69' (13) Мироненко (16) Бугай (18) Сніжко (22) Геник 61' 63' Гол. тренер: Олег Ратій | Звіт. Відео | (33) Ганєв (5) Запорожець (капітан) 89' (16) Коцюмака 45+2' (45) Медведєв (88) Вечмотов 79' 85' (4) Елла (8) Клименко (19) Боровський (25) Світличний 45+1' (9) Мішуренко 11' (77) Немтінов 81' Запасні: (30) Попович (3) Мучак 85' (7) Рябушко 81' (21) Джанелідзе (31) Павелько 89' (45) Кретов (49) Січінава Гол. тренер: Сергій Лавриненко | Стадіон: «Буковина» Глядачі: 1 702 Суддя: Максим Козиряцький (Запоріжжя) |  |

| 2-е коло 19-й тур 18 квітня 2017 року | «Буковина» (Чернівці) | 4:0         | «Тернопіль» (Тернопіль) | Україна, Чернівці                                                 |  |
| 17:30                                 | (30) Мозіль (3) Терєхов (капітан) 26', 60' (7) Темерівський (13) Мироненко (21) Бойчук (5) Покотилюк 15' (9) Керчу (10) Клак (18) Сніжко 34' (8) Гуськов 56' 59' (11) Савчук 66' Запасні: (12) Чернобай (2) Гудак (14) Шишигін (15) Чеботарьов 34' 90+2' (20) Сербул 59' (22) Геник (25) Ілюк 66' Гол. тренер: Олег Ратій | Звіт. Відео | (1) Воробєй (5) Клекот (капітан) (11) Полянчук 50' (14) Музика 65' (28) Кухарський 43' (9) Пришнівський 69' 70' (10) Дацюк (17) Богданов 84' (20) Вонс 32' (24) Кривий 57' (45) Захарків 80' Запасні: (71) Чесановський (3) Бабич 65' (4) Стриєшин (8) Дульзон (21) Дорі 70' (77) Червонецький 57' 61' Гол. тренер: Василь Матвійків | Стадіон: «Буковина» Глядачі: 1 750 Суддя: Олександр Павлюк (Київ) |  |

| 2-е коло 26-й тур 22 квітня 2017 року | «Арсенал» (Київ) | 0:1         | «Буковина» (Чернівці) | Україна, Київська область, Бориспіль                           |  |
| 14:00                                 | (31) Сітало (3) Майданевич 90' (5) Костюченко 77' (29) Гетьман 26' 69' (88) Зозуля 90+1' (9) Домбовський Шаблон:С поля (13) Старгородський 72' (28) Турчанов (капітан) (77) Тагаві Шаблон:С поля (8) Семенюк (10) Батальський Запасні: (33) Іванов (18) Піскун (19) Семчук 69' (23) Насімі (25) Аксьонов (70) Федосов 83' (95) Пилипенко 46' Гол. тренер: Сергій Літовченко | Звіт. Відео | (30) Мозіль 41' (3) Терєхов (капітан) (7) Темерівський 64' (13) Мироненко 37' (21) Бойчук (5) Покотилюк 18' (9) Керчу 39' 80' (10) Клак (15) Чеботарьов 62' (8) Гуськов (11) Савчук Запасні: (34) Леонідов (2) Гудак 64' (14) Шишигін 80' (19) Раца (22) Геник (25) Ілюк 62' 65' (77) Мазур Гол. тренер: Олег Ратій | Стадіон: «Колос» Глядачі: 220 Суддя: Олександр Дєдов (Житомир) |  |

| 2-е коло 27-й тур 29 квітня 2017 року | «Буковина» (Чернівці) | 0:2         | «Полтава» (Полтава) | Україна, Чернівці                                                    |  |
| 16:30                                 | (30) Мозіль (3) Терєхов (капітан) (7) Темерівський (13) Мироненко (21) Бойчук (2) Гудак 6' (9) Керчу 38' (10) Клак 24', 71' (15) Чеботарьов 67' (8) Гуськов 56' (11) Савчук 84' Запасні: (34) Леоніов (14) Шишигін (16) Бугай 67' (19) Раца 84' (22) Геник (25) Ілюк 56' (77) Мазур 'Гол. тренер: Олег Ратій | Звіт. Відео | (99) Мусієнко (4) Ковтун 90+2' (10) Голіков 50' (57) Бородай (95) Кушніренко 33' (9) Соломка 62' (15) Лебеденко (44) Дмитренко (89) Насібулін (капітан) (19) трояновський 22' 46' (91) Нехтій Запасні: (1) Кринський (7) Дегтярьов 46' (11) Зеленевич (13) Сокуренко 62' (27) Янаков (67) Парамоно 90+2' Гол. тренер: Юрій Ярошенко | Стадіон: «Буковина» Глядачі: 1 029 Суддя: Сергій Даньковський (Київ) |  |

| 2-е коло 28-й тур 3 травня 2017 року | «Оболонь-Бровар» (Київ) | 1:0         | «Буковина» (Чернівці) | Україна, Київ                                                            |  |
| 19:00                                | (1) Федорівський (4) Пінчук (6) Корнєв (капітан) (16) К.Коваленко (23) Даценко (3) Проневич (9) Бровченко (10) Слободян 72' (17) Гордійчук 62' (14) Продан (28) Єременко 90+1' Запасні: (32) Піцан (8) Шевчук 72' (11) Ульянченко (19) Ковбаса (20) Гурак 62' (90) Безуглий (95) Шевченко 90+1' Гол. тренер: Олег Мазуренко | Звіт. Відео | (30) Мозіль (3) Терєхов (капітан) (7) Темерівський (13) Мироненко 77' (21) Бойчук 87 (аг) (2) Гудак (5) Покотилюк 40' (8) Гуськов (15) Чеботарьов 68' (11) Савчук 90+2' (25) Ілюк 19' Запасні: (34) Леонідов (6) Найко 77' (14) Шишигін (16) Бугай 68' (19) Раца (20) Сербул (77) Мазур 90+2' Гол. тренер: Юрій Ярошенко | Стадіон: «Оболонь-Арена» Глядачі: 1 000 Суддя: Дмитро Бондаренко (Одеса) |  |

| 2-е коло 29-й тур 8 травня 2017 року | «Буковина» (Чернівці) | 0:2         | «Іллічівець» (Маріуполь) | Україна, Чернівці                                                  |  |
| 17:00                                | (30) Мозіль (3) Терєхов (капітан) (4) Жовтюк 89' (7) Темерівський 46'* (21) Бойчук (2) Гудак (5) Покотилюк (8) Гуськов (10) Клак 74' (15) Чеботарьов 46' (25) Ілюк 63' 71' Запасні: (34) Леонідов (11) Савчук 46' (14) Шишигін 71' (16) Бугай (19) Раца (20) Сербул (77) Мазур 46'* 77' Гол. тренер: Олег Ратій | Звіт. Відео | (1) Гальчук (4) Неплях (13) Яворський (23) Насонов (79) Вакуленко (7) Кисіль 90' (пен.) 90+1' (8) Кольцов (9) Мишньов (капітан) 71' (21) Ярошенко 83' 86' (29) Кожанов 15' (86) фомін 21' Запасні: (32) Михайленко (5) Гоміс (11) Жичіков (16) Новотрясов 71' 79' (19) Тищенко 90+1' (90) Мігунов 86' (93) Цюпа Гол. тренер: Олександр Севідов | Стадіон: «Буковина» Глядачі: 1 504 Суддя: Олександр Шандор (Львів) |  |

| 2-е коло 30-й тур 13 травня 2017 року | «Миколаїв» (Миколаїв) | 3:1         | «Буковина» (Чернівці) | Україна, Миколаїв                                                                 |  |
| 18:00                                 | (16) Майборода (2) Ляшевський 90' (29) Павлов 79' (32) Буличьов (капітан) (69) Сартіна 78' 82' (5) Бесссалов (8) Алексанов 29' (22) Куценко 87' (23) Ковальов 89' (7) Берко 76' (24) Маурі 58' Запасні: (51) Чумак (3) Дударенко (13) Батюшин 58' (18) Момот (19) Кулішенко (26) Морозов 87' (70) Назаренко Гол. тренер: Руслан Забранський | Звіт. Відео | (30) Мозіль (3) Терєхов (капітан) (13) Мироненко (7) Темерівський 33' (21) Бойчук 21' (2) Гудак (5) Покотиколюк (8) Гуськов 65' (10) Клак (15) Чеботарьов 46' (11) Савчук 63' Запасні: (34) Леонідов (4) Жовтюк (14) Шишигін 46' (16) Бугай 63' (18) Сніжко (19) Раца 33' (77) Мазур Гол. тренер: Олег Ратій | Стадіон: «Центральний міський» Глядачі: 500 Суддя: Максим Козиряцький (Запоріжжя) |  |

| 2-е коло 31-й тур 17 травня 2017 року | «Буковина» (Чернівці) | 2:2         | «Нафтовик-Укрнафта» (Охтирка) | Україна, Чернівці                                                         |  |
| 18:00                                 | (30) Мозіль (3) Терєхов (капітан) (4) Жовтюк 41' 85' (13) Мироненко (21) Бойчук (2) Гудак (5) Покотилюк (8) Гуськов (10) Клак 67' 76' (18) Сніжко 60' (16) Бугай 69' Запасні: (34) Леонідов (11) Савчук 69' (14) Шишигін 85' (15) Чеботарьов (19) Раца (20) Сербул (77) Мазур 76' Гол. тренер: Олег Ратій | Звіт. Відео | (92) Данькович (4) Бояринцев (капітан) 77' (9) Суханов 46' (17) Передистий 57' (37) Білик 6 (аг) (8) Цюцюра (23) Зайчук (28) Власюк 35', 90+4' (7) Войцеховський 84' (15) Черній (30) Антюх 55' Запасні: (33) Юрчук (3) Герт (10) Піднебенной 57' (18) Лапін (22) Сондей 55' (26) Загинайлов (44) Циколія 46' Гол. тренер: Володимир Книш | Стадіон: «Буковина» Глядачі: 1 385 Суддя: Денис Шурман (Київська область) |  |

| 2-е коло 32-й тур 21 травня 2017 року | «Черкаський Дніпро» (Черкаси) | 2:0         | «Буковина» (Чернівці) | Україна, Черкаси                                                            |  |
| 17:00                                 | (23) Будюк (3) Гончаренко 66' (20) Тарасенко (капітан) 5' (25) Синегуб (27) Шопін (17) Бушман Шаблон:С поля (21) Сторчоус 54' 82' (32) Махарадзе (90) Ямполь (87) Скепський (88) Качур 55' Запасні: (1) Панченко (13) Мединський 82' 90+3' (22) Шурубура (30) Шведенко (39) Балан 55' (80) Крамар 90' Гол. тренер: Вадим Євтушенко | Звіт. Відео | (30) Мозіль (2) Гудак (3) Терєхов (капітан) (13) Мироненко (21) Бойчук 51' (5) Покотилюк (10) Клак 87' (15) Чеботарьов (20) Сербул (8) Гуськов (16) Бугай Запасні: (34) Леонідов (11) Савчук 87' (14) Шишигін (19) Раца (22) Геник (77) Мазур Гол. тренер: Олег Ратій | Стадіон: «Центральний» Глядачі: 1 950 Суддя: Юрій Іванов (Донецька область) |  |

| 2-е коло 33-й тур 27 травня 2017 року | «Буковина» (Чернівці) | 1:1         | «Геліос» (Харків) | Україна, Чернівці                                                     |  |
| 17:00                                 | (30) Мозіль (2) Гудак (3) Терєхов (капітан) (13) Мироненко (21) Бойчук 90+2' (5) Покотилюк 79', 81' (15) Чеботарьов 88' (18) Сніжко 33' (20) Сербул 82' (8) Гуськов (16) Бугай Запасні: (34) Леонідов (19) Раца (22) Геник (35) Гунчак 82' (77) Мазур Гол. тренер: Олег Ратій | Звіт. Відео | (31) Волинець (3) Чередниченко 89' (5) Лобойко (капітан) 86' (9) Акубардія 66' 76' (49) Кравченко (10) Кіча 53' 56' (18) Гранкін (20) Луценко 88' (21) Скоблов (17) С.Кравченко (99) Івашко 41' Запасні: (1) Сидоренко (4) Коротецький (7) Масалов (11) Ольховський 76' 80' (15) Норенков (16) Абеленцев 56' 89' (27) Семенець 41' Гол. тренер: Сергій Сизихін | Стадіон: «Буковина» Глядачі: 1 225 Суддя: Володимир Новохатній (Київ) |  |

| 2-е коло 34-й тур 2 червня 2017 року | «Суми» (Суми) | 2:0         | «Буковина» (Чернівці) | Україна, Суми                                                               |  |
| 17:00                                |               | Звіт. Відео | (30) Мозіль (2) Гудак (3) Терєхов (капітан) (13) Мироненко (21) Бойчук (77) Мазур (8) Гуськов (15) Чеботарьов (18) Сніжко (20) Себул 46' (16) Бугай 62' Запасні: (34) Леонідов (4) Жовтюк (19) Раца 46' (22) Геник (35) Гунчак 62' Гол. тренер: Олег Ратій | Стадіон: «Ювілейний» Глядачі: 518 Суддя: Віктор Копієвський (Кропивницький) |  |

## 1/32 фіналу
| 10 серпня 2016 року | «Полтава» (Полтава) | 1:0                                           | «Буковина» (Ченівці) | Україна, Полтава                                                        |  |
| 17:45               | (1) Кринський 90+2' (2) Вовкодав (капітан) 31' 69' (16) Леонідов 42' (22) Бочкур (7) Недоля (8) Гуськов 56' (13) Сокуренко 58' 75' (44) Дмитренко (10) Шаврін 76' (17) Іванов (70) Коновалов 46' Запасні: (21) Бонь (4) Ковтун (5) Лісовий 75' 80' (9) Соломка 46' (27) Гудак (95) Кушніренко 69' 84' Гол. тренер: Анатолій Безсмертний | Звіт. Архів оригіналу за 18 січня 2017. Відео | (1) Філіпенко (2) Носарєв 89' (3) Терєхов (7) Темерівський (капітан) (13) Немтінов 90' (15) Скоблов (18) Сніжко (19) Раца (21) Бойчук (25) Сивка 57' (10) Перін 23' 70' Запасні: (12) Чернобай (5) Луцюк (6) Найко (8) Осадчий (9) Кохман 70' (11) Дацюк 90' (20) Дорош 57' Гол. тренер: Сергій Шищенко | Стадіон: «Локомотив» Глядачі: 600 Суддя: Юрій Іванов (Донецька область) |  |

## Статистика

### Статистика команди[40]

#### У чемпіонаті
| Зіграно матчів    | 34  |
| Перемоги          | 8   |
| Нічиї             | 9   |
| Поразки           | 17  |
| Забитих м'ячів    | 27  |
| Пропущених м'ячів | 40  |
| Різниця м'ячів    | -13 |
| Попередження      | 70  |
| Видалення         | 4   |
| Найкращий рахунок | 4:0 |
| Найгірший рахунок | 1:5 |
| Найрез. рахунок   | 2:3 |
| Очки              | 33  |
| Місце             | 16  |

| Вдома     |   |    |    |    |     |                |                 |                 |
| Вдома     | В | Н  | П  | ЗМ | ПМ  | РМ             | Найкр. рахунок  | Найгір. рахунок |
| --------- | - | -- | -- | -- | --- | -------------- | --------------- | --------------- |
| Вдома     | 5 | 5  | 7  | 15 | 15  | 0              | 4:0             | 0:2             |
| На виїзді |   |    |    |    |     |                |                 |                 |
| В         | Н | П  | ЗМ | ПМ | РМ  | Найкр. рахунок | Найгір. рахунок |                 |
| 3         | 4 | 10 | 12 | 25 | -13 | 0:3            | 5:1             |                 |

##### Результати по турам[38]
| Round     | 1  | 2 | 3  | 4  | 5  | 6 | 7 | 8 | 9  | 10 | 11 | 12 | 13 | 14 | 15 | 16 | 17 | 18 | 19 | 20 | 21 | 22 | 23 | 24 | 25 | 26 | 27 | 28 | 29 | 30 | 31 | 32 | 33 | 34 |
| --------- | -- | - | -- | -- | -- | - | - | - | -- | -- | -- | -- | -- | -- | -- | -- | -- | -- | -- | -- | -- | -- | -- | -- | -- | -- | -- | -- | -- | -- | -- | -- | -- | -- |
| Поле      | Д  | В | В  | В  | Д  | В | Д | В | Д  | В  | Д  | В  | Д  | В  | Д  | В  | Д  | В  | Д  | Д  | Д  | В  | Д  | В  | Д  | В  | Д  | В  | Д  | В  | Д  | В  | Д  | В  |
| Результат | П  | В | П  | Н  | П  | В | В | Н | П  | П  | Н  | П  | В  | П  | Н  | П  | В  | П  | В  | П  | Н  | Н  | В  | Н  | П  | В  | П  | П  | П  | П  | Н  | П  | Н  | П  |
| Місце     | 16 | 8 | 12 | 11 | 12 | 8 | 7 | 8 | 10 | 11 | 11 | 13 | 10 | 12 | 12 | 14 | 12 | 12 | 11 | 12 | 13 | 12 | 11 | 12 | 12 | 12 | 13 | 13 | 14 | 14 | 14 | 15 | 15 | 16 |

Джерело: Матчі; [[UA-Футбол]]. {{cite web}}: Назва URL містить вбудоване вікіпосилання (довідка)

Поле: A = Вдома; H = На виїзді. Результат: D = Нічия; L = Поразок; W = Перемог; P = Postponed.

##### Графік переміщення команди в таблиці чемпіонату по турам[38]
| 16 |

| 8 |

| 12 |

| 11 |

| 12 |

| 8 |

| 7 |

| 8 |

| 10 |

| 11 |

| 11 |

| 13 |

| 10 |

| 12 |

| 12 |

| 14 |

| 12 |

| 12 |

| 11 |

| 12 |

| 13 |

| 12 |

| 11 |

| 12 |

| 12 |

| 12 |

| 13 |

| 13 |

| 14 |

| 14 |

| 14 |

| 15 |

| 15 |

| 16 |

| Перша ліга | Місце в таблиці |

| Перша ліга | Місце в таблиці |

#### У кубку
| Зіграно матів     | 1    |
| Перемоги          | 0    |
| Нічиї             | -    |
| Поразки           | 1    |
| Забитих м'ячів    | 0    |
| Пропущених м'ячів | 1    |
| Різниця м'ячів    | -1   |
| Попередження      | 2    |
| Видалення         | 0    |
| Найкращий рахунок | -    |
| Найгірший рахунок | 0:1  |
| Раунд             | 1/32 |

| Вдома     |   |   |    |    |    |    |
| Вдома     | В | Н | П  | ЗМ | ПМ | РМ |
| --------- | - | - | -- | -- | -- | -- |
| Вдома     | 0 | 0 | 0  | 0  | 0  | 0  |
| На виїзді |   |   |    |    |    |    |
| В         | Н | П | ЗМ | ПМ | РМ |    |
| 0         | 0 | 1 | 0  | 1  | -1 |    |

### Матчі, голи, паси, попередження й видалення
| 1            | Ігор Філіпенко         | Україна | 9 червня 1993     | 15 | 1 | 12 | 1 | −14 | −1 | 0 | 0 | 1 | 0 | 0 | 0 |     |                  |         |                |    |   |    |   |   |   |   |   |   |   |   |   |
| 12           | Сергій Чернобай        | Україна | 17 грудня 1992    | 24 | 1 | 8  | 0 | −10 | 0  | 1 | 0 | 0 | 0 | 0 | 0 |     |                  |         |                |    |   |    |   |   |   |   |   |   |   |   |   |
| 30**         | Олег Мозіль            | Україна | 7 квітня 1996     | 15 | — | 15 | — | −16 | —  | 0 | — | 1 | — | 0 | — |     |                  |         |                |    |   |    |   |   |   |   |   |   |   |   |   |
| 34**         | Владислав Леонідов     | Україна | 11 лютого 1990    | 9  | — | 0  | — | 0   | —  | 0 | — | 0 | — | 0 | — | —   | Богдан Карпюк    | Україна | 6 вересня 1999 | 5  | — | 0  | — | 0 | — | 0 | — | 0 | — | 0 | — |
| Захисники    |                        |         |                   |    |   |    |   |     |    |   |   |   |   |   |   |     |                  |         |                |    |   |    |   |   |   |   |   |   |   |   |   |
| 2*           | Ігор Носарєв           | Україна | 18 травня 1991    | 15 | 1 | 13 | 1 | 0   | 0  | 0 | 0 | 3 | 1 | 0 | 0 |     |                  |         |                |    |   |    |   |   |   |   |   |   |   |   |   |
| 3            | Артем Тєрєхов          | Україна | 31 березня 1992   | 33 | 1 | 33 | 1 | 2   | 0  | 1 | 0 | 4 | 0 | 0 | 0 |     |                  |         |                |    |   |    |   |   |   |   |   |   |   |   |   |
| 4            | Микола Жовтюк          | Україна | 21 травня 1992    | 19 | 0 | 8  | 0 | 1   | 0  | 0 | 0 | 2 | 0 | 0 | 0 |     |                  |         |                |    |   |    |   |   |   |   |   |   |   |   |   |
| 5*           | Дмитро Луцюк           | Україна | 23 грудня 1990    | 13 | 1 | 5  | 0 | 0   | 0  | 0 | 0 | 0 | 0 | 0 | 0 |     |                  |         |                |    |   |    |   |   |   |   |   |   |   |   |   |
| 6            | Володимир Найко        | Україна | 17 січня 1988     | 18 | 1 | 12 | 0 | 0   | 0  | 0 | 0 | 1 | 0 | 0 | 0 |     |                  |         |                |    |   |    |   |   |   |   |   |   |   |   |   |
| 7            | Олександр Темерівський | Україна | 26 січня 1988     | 30 | 1 | 30 | 1 | 1   | 0  | 0 | 0 | 3 | 0 | 0 | 0 |     |                  |         |                |    |   |    |   |   |   |   |   |   |   |   |   |
| 9**/*        | Олег Керчу             | Україна | 6 липня 1984      | 7  | — | 7  | — | 0   | —  | 1 | — | 2 | — | 0 | — |     |                  |         |                |    |   |    |   |   |   |   |   |   |   |   |   |
| 21           | Ігор Бойчук            | Україна | 10 січня 1994     | 32 | 1 | 31 | 1 | 0   | 0  | 1 | 0 | 8 | 0 | 1 | 0 |     |                  |         |                |    |   |    |   |   |   |   |   |   |   |   |   |
| 24*          | Тимур Рустамов         | Україна | 8 березня 1989    | 4  | 0 | 2  | 0 | 0   | 0  | 0 | 0 | 0 | 0 | 0 | 0 |     |                  |         |                |    |   |    |   |   |   |   |   |   |   |   |   |
| 77**         | Мирослав Мазур         | Україна | 11 серпня 1998    | 9  | — | 4  | — | 0   | —  | 0 | — | 1 | — | 0 | — |     |                  |         |                |    |   |    |   |   |   |   |   |   |   |   |   |
| Півзахисники |                        |         |                   |    |   |    |   |     |    |   |   |   |   |   |   |     |                  |         |                |    |   |    |   |   |   |   |   |   |   |   |   |
| 2**          | Роман Гудак            | Україна | 16 червня 1992    | 15 | — | 13 | — | 0   | —  | 0 | — | 3 | — | 0 | — |     |                  |         |                |    |   |    |   |   |   |   |   |   |   |   |   |
| 5**          | Максим Покотилюк       | Україна | 21 лютого 1988    | 13 | — | 13 | — | 1   | —  | 0 | — | 3 | — | 1 | — |     |                  |         |                |    |   |    |   |   |   |   |   |   |   |   |   |
| 8*           | Дмитро Осадчий         | Україна | 20 березня 1992   | 14 | 1 | 7  | 0 | 0   | 0  | 0 | 0 | 1 | 0 | 0 | 0 |     |                  |         |                |    |   |    |   |   |   |   |   |   |   |   |   |
| 10**         | Олексій Клак           | Україна | 27 березня 1996   | 12 | — | 12 | — | 0   | —  | 1 | — | 5 | — | 1 | — | 13* | Євгеній Немтінов | Україна | 3 жовтня 1995  | 18 | 1 | 18 | 1 | 3 | 0 | 2 | 0 | 4 | 0 | 0 | 0 |
| 13**         | Роман Мироненко        | Україна | 13 червня 1990    | 13 | — | 11 | — | 0   | —  | 1 | — | 1 | — | 0 | — |     |                  |         |                |    |   |    |   |   |   |   |   |   |   |   |   |
| 14           | Андрій Шишигін         | Україна | 13 грудня 1994    | 24 | 0 | 14 | 0 | 0   | 0  | 0 | 0 | 4 | 0 | 0 | 0 |     |                  |         |                |    |   |    |   |   |   |   |   |   |   |   |   |
| 15*          | Дмитро Скоблов         | Україна | 30 листопада 1989 | 18 | 1 | 18 | 1 | 3   | 0  | 1 | 0 | 5 | 0 | 0 | 0 |     |                  |         |                |    |   |    |   |   |   |   |   |   |   |   |   |
| 15**         | Сергій Чеботарьов      | Україна | 26 березня 1991   | 14 | — | 13 | — | 1   | —  | 0 | — | 1 | — | 0 | — |     |                  |         |                |    |   |    |   |   |   |   |   |   |   |   |   |
| 17*          | Антон Батрак           | Україна | 24 липня 1994     | 6  | 0 | 4  | 0 | 0   | 0  | 0 | 0 | 0 | 0 | 0 | 0 |     |                  |         |                |    |   |    |   |   |   |   |   |   |   |   |   |
| 18           | Олександр Сніжко       | Україна | 20 серпня 1996    | 29 | 1 | 24 | 1 | 1   | 0  | 0 | 0 | 4 | 0 | 0 | 0 |     |                  |         |                |    |   |    |   |   |   |   |   |   |   |   |   |
| 19           | Сергій Раца            | Україна | 19 травня 1991    | 24 | 1 | 17 | 1 | 1   | 0  | 0 | 0 | 1 | 0 | 0 | 0 |     |                  |         |                |    |   |    |   |   |   |   |   |   |   |   |   |
| 20*          | Роман Дорош            | Україна | 1 січня 1987      | 19 | 1 | 10 | 1 | 0   | 0  | 0 | 0 | 1 | 0 | 0 | 0 |     |                  |         |                |    |   |    |   |   |   |   |   |   |   |   |   |
| 20**         | Едуард Сербул          | Україна | 14 квітня 1993    | 8  | — | 5  | — | 0   | —  | 0 | — | 0 | — | 0 | — |     |                  |         |                |    |   |    |   |   |   |   |   |   |   |   |   |
| 22           | Микола Геник           | Україна | 22 грудня 1997    | 8  | 0 | 1  | 0 | 0   | 0  | 0 | 0 | 1 | 0 | 0 | 0 |     |                  |         |                |    |   |    |   |   |   |   |   |   |   |   |   |
| 25*          | Тарас Сивка            | Україна | 30 вересня 1991   | 16 | 1 | 16 | 1 | 2   | 0  | 3 | 0 | 3 | 0 | 1 | 0 |     |                  |         |                |    |   |    |   |   |   |   |   |   |   |   |   |
| 35**         | Руслан Гунчак          | Україна | 9 серпня 1979     | 2  | — | 2  | — | 0   | —  | 0 | — | 0 | — | 0 | — |     |                  |         |                |    |   |    |   |   |   |   |   |   |   |   |   |
| Нападник     |                        |         |                   |    |   |    |   |     |    |   |   |   |   |   |   |     |                  |         |                |    |   |    |   |   |   |   |   |   |   |   |   |
| 8**          | Олександр Гуськов      | Україна | 22 січня 1994     | 15 | — | 15 | — | 2   | —  | 1 | — | 1 | — | 0 | — |     |                  |         |                |    |   |    |   |   |   |   |   |   |   |   |   |
| 9*           | Андрій Кохман          | Україна | 25 травня 1990    | 5  | 1 | 3  | 1 | 0   | 0  | 0 | 0 | 0 | 0 | 0 | 0 |     |                  |         |                |    |   |    |   |   |   |   |   |   |   |   |   |
| 10*          | Юрій Перін             | Україна | 9 січня 1987      | 19 | 1 | 17 | 1 | 2   | 0  | 1 | 0 | 1 | 1 | 0 | 0 |     |                  |         |                |    |   |    |   |   |   |   |   |   |   |   |   |
| 11*          | Роман Дацюк            | Україна | 7 вересня 1988    | 15 | 1 | 11 | 1 | 3   | 0  | 0 | 0 | 0 | 0 | 0 | 0 |     |                  |         |                |    |   |    |   |   |   |   |   |   |   |   |   |
| 11**         | Сергій Савчук          | Україна | 6 березня 1995    | 13 | — | 13 | — | 0   | —  | 1 | — | 1 | — | 0 | — |     |                  |         |                |    |   |    |   |   |   |   |   |   |   |   |   |
| 16           | Владислав Бугай        | Україна | 27 жовтня 1997    | 25 | — | 23 | — | 1   | —  | 3 | — | 1 | — | 0 | — |     |                  |         |                |    |   |    |   |   |   |   |   |   |   |   |   |
| 25**         | Максим Ілюк            | Україна | 10 листопада 1990 | 10 | — | 9  | — | 1   | —  | 0 | — | 3 | — | 0 | — |     |                  |         |                |    |   |    |   |   |   |   |   |   |   |   |   |

* - Гравці, які покинули команду по ходу сезону

** - Гравці, які прийшли в команду по ходу сезону

### Статистика тренерів[40]
| Тренер         | Країна  | Дата народження | Матчі | В | Н | П  | ЗМ | ПМ | РМ |
| -------------- | ------- | --------------- | ----- | - | - | -- | -- | -- | -- |
| Сергій Шищенко | Україна | 13 січня 1976   | 20    | 5 | 4 | 11 | 17 | 25 | -8 |
| Олег Ратій     | Україна | 5 липня 1970    | 15    | 3 | 5 | 7  | 10 | 16 | -6 |

### Статистика гравців[40]
| Найбільша кількість матчів     | Артем Тєрєхов — 34 (33 чемпіонат, 1 Кубок України) |
| Найкращий бомбардир            | Роман Дацюк (3 голи)                               |
| Найкращий асистент             | Тарас Сивка (3 паси)                               |
| Найкращий воротар (Сухі матчі) | Олег Мозіль — 6                                    |
| Найгірша дисципліна            | Ігор Бойчук (1 8 )                                 |

#### Бомбардири[41]
| Гравець                | Чемпіонат | Чемпіонат   | Кубок України | Кубок України | Загалом | Загалом     |
| Гравець                | Матчі     | Голи (пен.) | Матчі         | Голи (пен.)   | Матчі   | Голи (пен.) |
| ---------------------- | --------- | ----------- | ------------- | ------------- | ------- | ----------- |
| Роман Дацюк            | 11        | 3           | 1             | 0             | 12      | 3           |
| Дмитро Скоблов         | 18        | 3           | 1             | 0             | 19      | 3           |
| Євгеній Немтінов       | 18        | 3           | 1             | 0             | 19      | 3           |
| Олександр Гуськов      | 15        | 2           | 0             | 0             | 15      | 2           |
| Тарас Сивка            | 16        | 2           | 1             | 0             | 17      | 2           |
| Юрій Перін             | 17        | 2           | 1             | 0             | 18      | 2           |
| Артем Тєрєхов          | 33        | 2           | 1             | 0             | 34      | 2           |
| Микола Жовтюк          | 8         | 1           | 0             | 0             | 8       | 1           |
| Максим Ілюк            | 9         | 1           | 0             | 0             | 9       | 1           |
| Сергій Чеботарьов      | 13        | 1           | 0             | 0             | 13      | 1           |
| Максим Покотилюк       | 13        | 1           | 0             | 0             | 13      | 1           |
| Сергій Раца            | 17        | 1           | 1             | 0             | 18      | 1           |
| Владислав Бугай        | 23        | 1           | 0             | 0             | 23      | 1           |
| Олександр Сніжко       | 24        | 1           | 1             | 0             | 25      | 1           |
| Олександр Темерівський | 30        | 1           | 1             | 0             | 31      | 1           |

#### Асистенти[42]
| Гравець           | Чемпіонат | Чемпіонат | Кубок України | Кубок України | Загалом | Загалом |
| Гравець           | Матчі     | Паси      | Матчі         | Паси          | Матчі   | Паси    |
| ----------------- | --------- | --------- | ------------- | ------------- | ------- | ------- |
| Тарас Сивка       | 16        | 3         | 1             | 0             | 17      | 3       |
| Владислав Бугай   | 23        | 3         | 0             | 0             | 23      | 3       |
| Євгеній Немтінов  | 18        | 2         | 1             | 0             | 19      | 2       |
| Олег Керчу        | 7         | 1         | 0             | 0             | 7       | 1       |
| Сергій Чернобай   | 8         | 1         | 0             | 0             | 8       | 1       |
| Роман Мироненко   | 11        | 1         | 0             | 0             | 11      | 1       |
| Олексій Клак      | 12        | 1         | 0             | 0             | 12      | 1       |
| Сергій Савчук     | 13        | 1         | 0             | 0             | 13      | 1       |
| Олександр Гуськов | 15        | 1         | 0             | 0             | 15      | 1       |
| Юрій Перін        | 17        | 1         | 1             | 0             | 18      | 1       |
| Дмитро Скоблов    | 18        | 1         | 1             | 0             | 19      | 1       |
| Ігор Бойчук       | 31        | 1         | 1             | 0             | 32      | 1       |
| Артем Тєрєхов     | 33        | 1         | 1             | 0             | 34      | 1       |

#### Гол + пас[43]
| # | Гравець           | Матчі | Гол+пас | Голи | Паси |
| - | ----------------- | ----- | ------- | ---- | ---- |
| 1 | Тарас Сивка       | 17    | 5       | 2    | 3    |
| 2 | Євгеній Немтінов  | 19    | 5       | 3    | 2    |
| 3 | Дмитро Скоблов    | 19    | 4       | 3    | 1    |
| 4 | Владислав Бугай   | 23    | 4       | 1    | 3    |
| 5 | Олександр Гуськов | 15    | 3       | 2    | 1    |
| 6 | Юрій Перін        | 18    | 3       | 2    | 1    |
| 7 | Артем Тєрєхов     | 34    | 3       | 2    | 1    |

#### Воротарі[43]
| Місце | Гравець         | Матчі  | Матчі  | Пропущено | У сер. за матч |
| Місце | Гравець         | «Сухі» | Усього | Пропущено | У сер. за матч |
| ----- | --------------- | ------ | ------ | --------- | -------------- |
| 1     | Олег Мозіль     | 6      | 15     | 16        | 1,07           |
| 2     | Ігор Філіпенко  | 5      | 13     | 15        | 1,15           |
| 3     | Сергій Чернобай | 2      | 8      | 10        | 1,25           |

## Капітани та віце-капітани
| Хто?           | Період           | Гравець                |
| -------------- | ---------------- | ---------------------- |
| (капітан)      | липень—лютий     | Олександр Темерівський |
| (віце-капітан) | липень—лютий     | Володимир Найко        |
| (віце-капітан) | липень—лютий     | Ігор Носарєв           |
| (капітан)      | березень—червень | Артем Тєрєхов          |
| (віце-капітан) | березень—червень | Олег Керчу             |
| (віце-капітан) | березень—червень | Микола Жовтюк          |

## Лауреати по ходу сезону
До збірної 2-го туру Першої ліги за версією Sportarena.com потрапили:
- Дмитро Скоблов — позиція центральний півзахисник

У збірну 6-го туру Першої ліги за версією Sportarena.com потрапили:
- Олександр Темерівський — позиція правий захисник
- Тарас Сивка — позиція правий півзахисник
- Сергій Шищенко — тренер туру

У збірну 7-го туру Першої ліги за версією Sportarena.com потрапили:
- Дмитро Скоблов — позиція центральний півзахисник

У збірну 13-го туру Першої ліги за версією Sportarena.com потрапили:
- Євгеній Немтінов — позиція центральний півзахисник

У збірну 15-го туру Першої ліги за версією Sportarena.com потрапили:
- Андрій Шишигін — позиція лівий захисник

У збірну 17-го туру Першої ліги за версією Sportarena.com потрапили:
- Артем Тєрєхов — позиція центральний захисник

У збірну 22-го туру Першої ліги за версією Sportarena.com потрапили:
- Ігор Бойчук — позиція лівий захисник

У збірну 23-го туру Першої ліги за версією Sportarena.com потрапили:
- Олександр Гуськов — позиція лівий півзахисник

Найкращий молодий гравець 23-го туру в Першій лізі за версією ПФЛ спільно з премією Золотий талант України:
- Олег Мозіль — 1-е місце[52]

Найкращий молодий гравець 24-го туру в Першій лізі за версією ПФЛ спільно з премією Золотий талант України:
- Олег Мозіль — 1-е місце[52]